# 以貴小伝
『以貴小伝』（いきしょうでん）は、初代徳川家康から10代家治に至るまでの徳川歴代将軍の生母・側室の略伝を記した伝記である。
全1巻。成立年は不明であるが、1791年（寛政3年）のおちをの方（世子徳川家基の生母）の死亡記事が最新の情報で、1818年（文政元年）に完成した「常憲院殿御実紀」（『徳川実紀』の徳川家綱の伝記）が『以貴小伝』を出典として採用していることなどから、18世紀末期から19世紀初期の作品であると推定されている。作者については、秋山維祺説・竹尾善筑説がある。書名は『史記』高祖本紀の「夫人所以貴者、乃此男也」から採られたとみられている。
徳川家10代将軍家治までの歴代将軍の生母・御台所・側室全46名の出自と経歴また入内の経緯・逸話などを紹介しており、かつその縁者などにも言及がある。記述は正確で、文章もこの種の本にしては確実である。原本は、仮名書きである。